# Guaycuran
Guaycuran (često nazivana i Waicuri-Pericu) je jedna od problematičnih porodica indijanskih jezika, danas izumrlih, koji su se govorili do uništenja domorodaca na poluotoku California u Meksiku. Porodica je po staroj klasifikaciji uključivana u Veliku porodicu Hokan-Siouan. Jezici plemena koji nose njihovo ime gotovo su potpuno nepoznati zbog neistraženosti, etnički su također slabo poznati. Nekada, do naseljavanja bijelog čovjeka, bijahu brojno stanovništvo današnje meksičke države Baja California Sur. Prema oskudnim podacima predstavnici bi mogli biti: Aripa (Aripe), Cora, Didu, Edu, Ika (Ica), Monqui, Pericu, Uchita, Waicuri i vjerojatno još poneka skupina. 

## Vanjske poveznice
- An Expedition to the Guaycura Nation in the Californias: The Guaycuran Language